# 9929 McConnell

9929 McConnell

9929 McConnell eller 1982 DP1 är en asteroid i huvudbältet som upptäcktes den 24 februari 1982 av Oak Ridge-observatoriet. Den är uppkallad efter John C. McConnell.
Asteroiden har en diameter på ungefär 4 kilometer.